# Marianne Ehrmann
Marianne Brentano, verheiratete Ehrmann (* 25. November 1755 in Rapperswil; † 14. August 1795 in Stuttgart) war eine deutsch-schweizerische Schauspielerin, Schriftstellerin, Journalistin der Aufklärung und gehörte zu den ersten Verlegerinnen im deutschsprachigen Raum.

## Leben

### Familie und Jugend
Marianne Ehrmann wurde in Rapperswil am Zürichsee, in der Schweiz geboren. Ihr Vater, Franz Xaver Brentano war Kaufmann, der zu seinen Lebzeiten schon sein Vermögen verlor. Mit seiner Frau und Ehrmanns Mutter, Maria Sebastiana, geborene Conti, hatte er acht Kinder. Nach dem Tod ihrer Geschwister und ihrer Eltern musste sie sich als 16- oder 19-Jährige durch das Leben als Außenseiterin kämpfen.
Ab 1771 oder 1775 lebte sie zeitweise bei ihrem Onkel, dem Theologen und Aufklärer Dominikus von Brentano, der als Stiftskaplan und Geistlicher Sekretär im Fürststift Kempten tätig war und sie förderte. Allerdings konnte er ihr aus moralischer oder religiöser Erwägung nicht lange einen Zufluchtsort gewähren, sodass sie von ihm als Haushälterin zu einem anderen Verwandten, der sie nicht gut behandelte, wechseln musste.

### Lebenskrise und Veränderung
1777 heiratete Marianne Ehrmann einen spielsüchtigen Offizier, damit sie nicht mehr bei ihrem Verwandten leben musste. Diese Ehe ging sie nicht aus Liebe ein, sondern um einen Vorteil in der Gesellschaft zu bekommen. Sie wusste, dass eine Frau ohne Vater und Ehemann ein schutzloses Leben führen würde. Die Ehe verlief unglücklich, der gewalttätige Ehemann schlug Ehrmann oft, wenn er mit einer leeren Geldbörse nach Hause kam. Eine Schwangerschaft endete mit einer Totgeburt. Schließlich tauchte der Offizier nach Geldbetrügereien unter und Marianne Ehrmann musste seine Schulden übernehmen, wobei sie ihr Onkel Dominikus von Brentano unterstützte. Mit seiner Hilfe erstritt sie 1779 die Ehescheidung. Aufgrund eines Nervenzusammenbruches ermöglichte ihr Onkel eine Erholungs- und Bildungsreise durch Deutschland und Italien. Nach ihrer Wiederankunft musste sie ihren Lebensunterhalt selbst verdienen und versuchte sich als Gouvernante in Wien, was ihr nicht gelang, was zur Folge einen sozialen Abstieg hatte. Marianne Ehrmann findet sich als das gefallene Mädchen wieder, das Hauptthema in ihren Schriften wird.

### Wege in die Publizistik
Nach ihrer Ehescheidung konnte sie nicht mehr zu ihren Verwandten flüchten. Eine zweite Ehe war auch nicht in Sicht, also gab es nur eine Alternative für die geschiedene Marianne Ehrmann: um 1780 schloss sie sich in Wien Wanderschauspielern unter dem Bühnennamen Madame von Sternheim, der einem Roman von Sophie von La Roche entlehnt ist, an. Das war die einzige Möglichkeit, um die materielle und ideelle Unabhängigkeit zu bewahren, denn durch ihre temperamentvolle und direkte Art fand sie keine Anstellung als Haushälterin oder Erzieherin. Allerdings erfuhr sie auch, dass eine Schauspielerin nicht gebührend geachtet wird. Sie erhielt dadurch eine demütigende gesellschaftliche Stellung und warnte später in einem ihrer Romane vor diesem Berufsstand.
Doch Marianne Ehrmann hatte Glück. Nach vier Jahren Umherziehen gelang ihr nach ihrem anonymen Debüt als Schriftstellerin der Absprung. 1783 trennte sie sich in Straßburg von der Schauspieltruppe, um nach dem Erfolg der Philosophie eines Weibes als Schriftstellerin tätig zu sein. Das Erstwerk erzeugte großes Aufsehen und rief auch die Replik Philosophie eines Mannes eines Freiburger Rhetorkiprofessors hervor. Zu den positiven Rezensionen der Philosophie eines Weibes gehörte die von Theophil Friedrich Ehrmann verfasste. Er war als promovierter Jurist in Straßburg als Rezensent für politische und literarische Zeitschriften tätig. Der sieben Jahre jüngere Ehrmann verliebte sich in Marianne Ehrmann und wollte sie heiraten. Seine Familie, aus wohlhabendem Bürgertum, war jedoch gegen die Beziehung mit einer älteren, mittellosen und geschiedenen Frau. Um 1785/86 wurde ihre Ehe heimlich in Deutschland geschlossen. Marianne Ehrmann wurde zunächst auf dem Land vor seiner Familie versteckt. Danach musste sie in seiner Stadtwohnung bleiben. Theophil Ehrmann blieb hingegen bei seinen Eltern wohnen. In dieser Zeit entstanden die ersten Veröffentlichungen von Marianne Ehrmann. Nach großen Streitereien versöhnte er sich dennoch mit seinen Eltern.
1787 zogen die Ehrmanns nach Isny und versuchten, auf Basis literarischer Produktion sich mit einem Verlag selbständig zu machen. Dieses gelang ihnen nicht, da sich der Eigenverlag als finanzieller Ruin aufwies. Theophil Ehrmann gab etwa ein Jahr die Frauenzimmerzeitung raus, in der Marianne Ehrmann Kleine Fragmente für Denkerinnen einfügte, die sie ab 1789 als eigenständige Schrift veröffentlichte, die sie Franziska von Hohenheim widmete. Ein Jahr später erfolgte der Umzug nach Stuttgart, Theophil Ehrmann hoffte auf eine Stelle an der Herzoglichen Akademie; dies sollte nie eintreten. 1790 kam eine Haustochter, Johanne Christiane Husuwadel, in das Haus des Ehepaares. 1792 nahmen sie einen unehelichen Säugling als ihren auf, da Marianne Ehrmann aufgrund ihrer Krankheiten keine Kinder bekommen konnte.
Auf große Resonanz stieß Marianne Ehrmanns autobiographisch gefärbter zweibändiger Briefroman Amalie. Eine wahre Geschichte in Briefen, der 1788 erschien. Seit diesem Roman wurde sie von vielen Leuten als Amalie angesprochen. Die Protagonistin schreibt sich mit ihrer Freundin Fanny Briefe, wobei die Briefe Fannys seltener sind und keine eigene Handlung enthalten, sondern hauptsächlich auf Amalies Schilderungen antworten.
Ab 1790 gab die Aufklärerin Marianne Ehrmann die Frauenzeitschrift Amaliens Erholungsstunden heraus. In der Ehe mit Theophil Ehrmann hatte sie viel mehr Möglichkeiten: sie konnte sich mit ihrem Mann eine Präsenz als Literatin, Publizistin und Herausgeberin aufbauen. Dies sicherte ihr eine selbstständige Existenz. Das Ehepaar war von Anfang an auf die Einkünfte aus der Schriftstellerei angewiesen, wobei Marianne Ehrmann den größten Teil zum gemeinsamen Einkommen beisteuerte. Sie ging kein Risiko ein Schriftstellerin zu werden, da sie von Anfang an in der Gesellschaft kaum Chancen hatte als ‘ehrbare‘ Frau anerkannt zu werden. Sie hatte also keinen Ruf mehr zu verlieren, sondern konnte nur einen Besseren gewinnen. Am Anfang ihrer Karriere hatte Marianne Ehrmann keinerlei gesellschaftliche Unterstützung. In der Gesellschaft war sie ein schlechtes Beispiel für andere Frauen, da sie über ihre Vergangenheit und die Kinderlosigkeit schrieb.
Das Ehepaar Ehrmann lud 1793 Gäste zu einer frühen Form des literarischen Salons in ein Gartenhaus an der Esslinger Steige oberhalb der Landesbibliothek ein. Unter den Gästen war unter anderen der Schriftsteller Friedrich David Gräter, ein Hofrat, ein Professor, der Hofprediger und es wurden Gespenstergeschichten erzählt.
Marianne Ehrmann hatte jedoch Rücksicht auf ihren Mann zu nehmen. Obwohl er sie in die Publizistik führte, nahm er ihr den Erfolg und die Tatsache, dass sie die Ernährerrolle übernahm, übel. Theophil Ehrmann war selbst Wissenschaftler, was aber nicht anerkannt wurde und er somit erfolglos blieb und seine Frau dadurch lächerlich machte und sie bloßstellte. Aus diesen Gründen bekam Marianne Ehrmann Depressionen und war oft krank. Dennoch war sie in dieser Ehe sehr glücklich, da ihr Mann ihr zu einer zweiten, gesellschaftlich legitimen Existenz verhalf. Er unterstützte sie beim Einstieg in die Schriftstellerei, obwohl sie eine schwierige Aufnahme in die Stuttgarter Gesellschaft hatte.
1793 verwirklichte Marianne Ehrmann ihre Vorstellungen mit der bei Orell, Gessner, Füssli & Cie. erscheinenden Zeitschrift Die Einsiedlerinn aus den Alpen. Sie war inhaltlich massiv gegen die Zustände in der zeitgenössischen Gesellschaft gerichtet, was allerdings mit viel Vorsicht formuliert war.

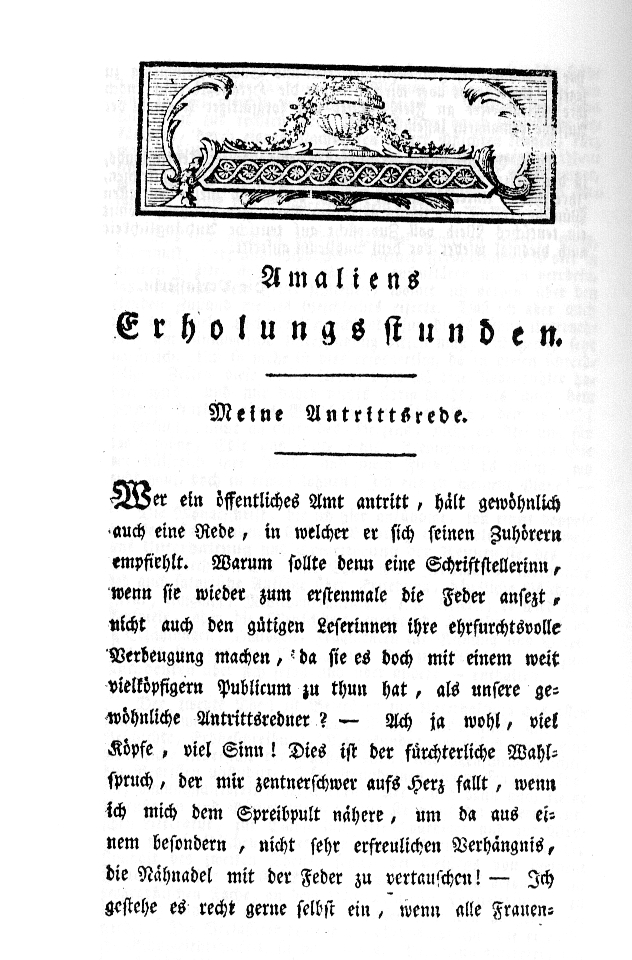
Titelseite der ersten Ausgabe von Amaliens Erholungsstunden

Am 14. August 1795 starb Marianne Ehrmann-Brentano an einer Lungenentzündung im Alter von 39 Jahren in Stuttgart. In Stuttgart-Stammheim ist im Neubaugebiet Langenäcker-Wiesert eine Straße nach ihr benannt.

## Journalistische Arbeiten und herausgeberische Tätigkeiten

### Amaliens Erholungsstunden. Teutschlands Töchtern geweihtvon Marianne Ehrmann (Jan. 1790 – Dez. 1792)
Amaliens Erholungsstunden war die erste Frauenzeitschrift, die monatlich veröffentlicht wurde. Marianne Ehrmann war ab der Zeit der Herausgabe eine selbstbewusste Verfasserin und musste sich nicht mehr hinter einem Pseudonym verstecken. Sie war nun verantwortlich für alle Aussagen in ihrer Zeitschrift. Diese erschien 1790 im ersten Jahrgang im Selbstverlag, Verlag der Expedizion des Beobachters, des Paares Ehrmann. Marianne Ehrmann war sehr bemüht, für ihre Zeitschrift zu werben. Sie verschickte Vorankündigungen an Bekannte, Freunde und potentielle Gönner, um diese im Bekanntenkreis zu verteilen, allerdings meist ohne großen Erfolg. Nach den ersten sechs Probeheften war ein Zuwachs von jeweils 60 Abonnenten festgestellt, also wurde die Herausgabe der Zeitschrift fortgesetzt. Der Vertrieb ging sogar an außenstehende, wie das örtliche Postamt. Die durch den Eigenverlag gemachten Schulden, waren zwar abgezahlt, dennoch konnte Theophil Ehrmann die erforderlichen Ausgaben für Amaliens Erholungsstunden nach dem ersten Halbjahr nicht mehr auslegen. Also wurde der Verlag an das Postamt abgeben. Nur noch die redaktionelle Arbeit und das Schreiben mussten Marianne und Theophil Ehrmann erledigen. Der Verlag wurde letztendlich an die J. G. Cottaische Verlagsbuchhandlung in Tübingen übergeben, somit waren ihr alle Rechte mit dem Vertrag überschrieben. Ab Januar 1791 wurde Amaliens Erholungsstunden bei Cotta verlegt.
Marianne Ehrmann übernahm die Verantwortung für den pünktlichen Eingang der Beiträge und die Vollständigkeit der Manuskripte. Der Verlag bestimmte die Auflagenhöhe der Zeitschrift und konnte diese ohne weiteres Honorar an das Ehepaar nachdrucken. Marianne Ehrmann bekam 66 Fl. (Gulden) für elf Bogen in einem Monat. Das Honorar sollte auf 16,5 pro Bogen erhöht werden, sobald die Abonnentenzahl die 2000 überschritten hatte. Mit dem neuen Verlag konnte sich Marianne Ehrmann komplett auf ihre publizistische Arbeit konzentrieren.
Die Zeitschrift war sehr erfolgreich. Die Auflagenhöhe von rund 1000 Exemplaren für ein auf Frauen ausgerichtetes Blatt war relativ hoch. Das Abonnement für ein halbes Jahr kostete zwei Gulden. Das meiste Publikum stammte aus Süddeutschland, wie Württemberg, aber auch aus anderen Gebieten Deutschlands, wie Leipzig, Berlin und Hamburg. Es gab auch zahlreiche Abonnenten aus dem Ausland, wie der Schweiz, Frankreich, Italien und Dänemark. Sie gehörten auch zu den höheren gesellschaftlichen Kreisen, dem gehobenen Bürgertum. Marianne Ehrmann wollte mit dieser Zeitschrift ihren Leserinnen ihre Vorstellung von den gesellschaftlichen Strukturen nahebringen, deren Ziel nicht nur belehrend und veredelnd auf den Verstand ihrer Mitmenschen wirken sollte, sondern sie sollten die Gesellschaftsstrukturen beurteilen und ihre Meinung dazu äußern.
Ab dem zweiten Jahrgang des Heftes wurde eine Vorzensur festgelegt, was davor nicht der Fall war. Zensoren konnten bei fragwürdigen Artikeln den Druck verhindern und die Herausgeber dazu verpflichten diese zu ändern oder aus dem Heft zu streichen. Marianne Ehrmann musste also ihre gesellschaftskritischen Inhalte sehr vorsichtig formulieren. Die Zeitschrift Amaliens Erholungsstunden umfasste wahre Geschichten, Anekdoten, Erzählungen, Beiträge zu Geschichte und Geografie, aktuelle Neuigkeiten, Glossen zu gesellschaftlichen und sittlichen Fragen etc. Diese wechselten sich ab und wurden durch Musikbeilagen, Gedichte und Titelkupfer aufgelockert und ergänzt. Der erste Teil der Zeitschrift setzte sich aus moralischen und satirischen Aufsätzen zusammen, wie die Stellung der Frau in der Gesellschaft und Alltagswelt der Leserinnen. Anhand Einzelschicksalen illustrierte Marianne Ehrmann die weibliche Lebensrealität und gab Leserinnen Hinweise für mögliche Gefahren und erstrebenswerte Tugenden. Der zweite Teil diente zur Unterhaltung der Leserschaft.
Theophil Ehrmann arbeitete auch an der Zeitschrift seiner Frau mit. Er verfasste populärwissenschaftliche und tagespolitische Artikel, die immer am Ende jenes Heftes zu finden waren. Er beschäftigte sich mit der Stellung der Frau und mit ihren Rechten und Pflichten in anderen Ländern. In Marianne Ehrmanns Beiträgen kamen oft bösartige Männer vor, vor denen sie ihre Leserinnen warnte. Sie entlarvte die Denkweise der Männer als kleingeistig und machte diese lächerlich. Zu der Zeit, in der Amaliens Erholungsstunden herausgegeben wurde, war die weibliche Öffentlichkeit stark eingeschränkt. Durch ihre Beiträge trat sie für das Frauenrecht ein. Marianne Ehrmann wollte, dass Frauen als Individuen akzeptiert und ernst genommen wurden. Außerdem forderte sie eine bessere Erziehung und Ausbildung für Frauen und somit auch die ‘Verbesserung‘ der Männer.
Der zweite Jahrgang der Zeitschrift veränderte sich im Vergleich zum Ersten: populärwissenschaftliche Beiträge von Theophil Ehrmann verschwanden. Er beschäftigte sich fast ausschließlich mit der Übersetzung von fremdsprachlichen Anekdoten und Erzählungen. Marianne Ehrmanns Beiträge blieben dominant, waren allerdings zunehmend zurückhaltender formuliert und Angriffe gegenüber Männern gingen stark zurück. Wahre Geschichten und Fortsetzungsromane über das gefallene Mädchen wurden fast nicht mehr in der Zeitschrift aufgegriffen. Stattdessen wurden Liebesgeschichten und historische Romane publiziert, die nur zur Unterhaltung dienten und nicht von Marianne Ehrmann stammten, sondern von männlichen Mitarbeitern.
Im dritten Jahrgang von Amaliens Erholungsstunden wurde die Zeitschrift immer konventioneller, sodass keine Beiträge von Theophil Ehrmann erschienen. Auch Marianne Ehrmanns Artikel nahmen weiter ab. Ihre Forderungen für eine gerechtere Gesellschaft für Frauen klangen nicht mehr selbstsicher wie am Anfang der Herausgabe. Die Zeitschrift wurde somit durch Fremdbeiträge bestimmt, die der Frau ein Dasein als Ehefrau fast ohne Rechte, aber mit bestimmten Pflichten, zuschrieben. Die Zeitschrift wurde den zeitgenössischen gesellschaftlichen Werten angepasst. Das Ehepaar trennte sich von dem Verlag und überließ ihm die Zeitschrift, der sie in Flora umbenannte.

### Die Einsiedlerinn aus den Alpen. Teutschlands Töchtern geweihtvon Marianne Ehrmann (Jan. 1793 – Dez. 1794)

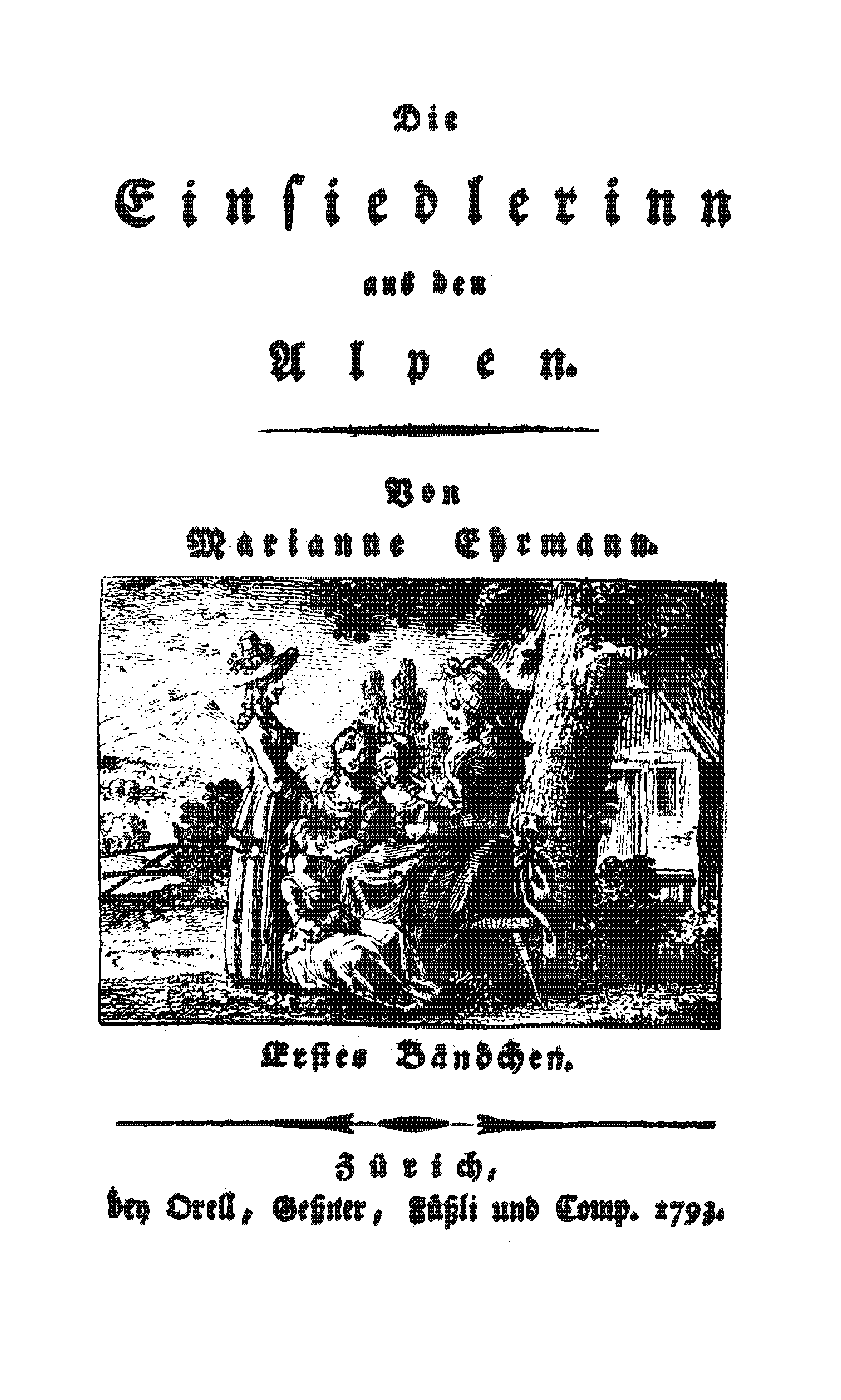

Im Frühjahr 1792 bot der Züricher Verlag Orell, Gessner, Füßli & Cie. Marianne Ehrmann an, ihre Arbeit als Publizistin fortzusetzen. 1792 wollte sie deswegen zeitgleich mit dem ehemaligen Verlag Cotta eine Zeitschrift herausbringen. Anfang Dezember 1792 war das erste Heft der Einsiedlerinn aus den Alpen fertiggestellt. Da ihr altes Publikum bei Flora blieb, musste Marianne Ehrmann mit dieser neuen Zeitschrift neue Leserinnen anwerben. Das Ehepaar informierte ihre bisherigen Abonnentinnen von Amaliens Erholungsstunden über ihre neue Zeitschrift, in dem es Circular – Schreiben verschickte. Im neuen Heft hatte Marianne Ehrmann wieder die Chance ihr erprobtes Zeitungsprofil aufzuleben.
Mit Beginn der Zusammenarbeit des neuen Verlags verbesserte sich die geschäftliche Position von Marianne Ehrmann. Die rechtlichen Prozesse übernahm ihr Mann. Als es zu Problemen zwischen ihm und dem Verlag kam, wollte der Verlag die Mitarbeit mit dem Ehepaar kündigen. Allein aus Achtung zu Marianne Ehrmann durfte sie weiterhin die Zeitschrift herausgeben. Die Einsiedlerinn aus den Alpen unterschied sich kaum von der vorherigen Zeitschrift. Auch die Verteilung der Leserinnen blieb gleich. Das weite Streugebiet sprach für einen großen Erfolg der Zeitschrift. Diese beinhaltete wieder wahre Geschichten und Fortsetzungsromane. Theophil Ehrmann schrieb nur wenige Beiträge, übernahm allerdings die Korrektur der Artikel. Marianne Ehrmann suchte sich ihre Mitarbeiter selbst aus. Sie stellte Friedrich David Gräter ein, der ein guter Freund wurde. Unter ihren Mitarbeitern waren u. a. auch Friederike Brun und Gottlieb Konrad Pfeffel vertreten.
Die Redaktion der Zeitschrift lag allein in der Hand von Marianne Ehrmann. Der Verlag bekam nur die Manuskripte zum Druck. Für Marianne Ehrmann war die Arbeit als Herausgeberin ein Fulltime-Job: sie musste die Manuskripte anfertigen, Beiträge ihrer Mitarbeiter auswählen und eigene Artikel verfassen. Besonders lang dauerte auch die Korrektur durch Theophil Ehrmann. Noch dazu kamen Marianne Ehrmanns Krankheiten, die das Erscheinen der Zeitschrift verzögerten, sodass im November – und Dezemberheft nur wenige Beiträge von ihr vorhanden waren. Die Hefte bestanden deshalb aus 70 % Fremdbeiträgen. Ab dem zweiten Jahrgang 1794 erschien die Zeitschrift sehr unregelmäßig und unpünktlich. So war im September 1794 im Rheinland erst das Märzheft erhältlich. Im Februar 1795 arbeitete die Redaktion noch an den Septemberheften. Anfang Juni war das letzte Heft fertiggestellt und Marianne Ehrmann, geplagt durch ihre jahrelangen Krankheiten, dachte nicht mehr an eine Fortsetzung der Zeitschrift.
Die Einsiedlerinn aus den Alpen beschränkte sich auf die Diskussion der Frauenrolle in der Gesellschaft, allerdings ohne einen politischen Hintergrund, wie es in Amaliens Erholungsstunden üblich war. Über politische Gegebenheiten, wie die Französische Revolution, wurde nur privat berichtet. Ein sehr großes Thema dieser Zeitschrift war auch die gesellschaftliche Unterlegenheit der Frauen. Marianne Ehrmann forderte in diesem Heft Bildung für Frauen. Die neue Zeitschrift Die Einsiedlerinn aus den Alpen blieb inhaltlich und thematisch weit hinter ihrer Vorgängerin. Marianne Ehrmanns Traum von einer individuellen weiblichen Unabhängigkeit und die Hoffnung auf eine progressive, weibliche Öffentlichkeit wurden nicht verwirklicht.

## Literarische Werke
- Philosophie eines Weibes: Von einer Beobachterin im Jahre 1784. Kempten 1784. Als Digitalisat frei verfügbar.[24]
- Müssige Stunden eines Frauenzimmers. 1784.
- Philosophie eines Weibs. Von einer Beobachterin im Jahre 1784, Anonym ohne Ort und Verlag 1784.
  - Neuausgabe Hofenberg, Berlin 2015, ISBN 978-3-8430-9478-8
- Leichtsinn und gutes Herz oder die Folgen der Erziehung. Ein Original-Schauspiel in fünf Aufzügen. Verlag Heiß ca. 1786. Auch veröffentlicht unter dem Pseudonym Hagemann, Grätz 1798.[25]
- Amalie. Eine wahre Geschichte in Briefen, Anonym ohne Ort und Verlag 1788.
  - Marianne Ehrmann: Amalie. Eine wahre Geschichte in Briefen, 1787.  Hrsg. v. Maya Widmer u. Doris Stump (Schweizer Texte, Bd. 6). Chronos Verlag, Zürich 1995, ISBN 3-0340-0820-1.
  - Neuausgabe Hofenberg, Berlin 2015, ISBN 978-3-8430-9474-0
- Ein Weib ein Wort. Kleine Fragmente für Denkerinnen, 1788.
  - Marianne Ehrmann: Ein Weib ein Wort. Kleine Fragmente für Denkerinnen. Hrsg. v. Maya Widmer u. Doris Stump. Kore, Freiburg (i. Brsg.) 1994, ISBN 3-926023-51-1
  - Kleine Fragmente für Denkerinnen. Aphorismen der Verfasserin der »Philosophie eines Weibs«, Verlag der neuerrichteten typographischen Gesellschaft, Isny 1788, Neuausgabe mit einer Biografie der Autorin, Hofenberg, Berlin 2022, ISBN 978-3-7437-4337-3
- Nina's Briefe an ihren Geliebten, Anonym ohne Ort und Verlag, 1788
  - Marianne Ehrmann: Nina's Briefe an ihren Geliebten. Zenodot, Berlin 2007, ISBN 978-3-86640-129-7
  - Neuausgabe Hofenberg, Berlin 2015, ISBN 978-3-8430-9476-4
- Graf Bilding. Eine Geschichte aus dem mittleren Zeitalter. 1788.
- Die unglückliche Hanne. 1790.
- Die Einsiedlerinn aus den Alpen, Orell, Gessner, Füssli & Co, Zürich 1793.
  - Digitalisat Band 1
  - Digitalisat Band 2
  - Digitalisat Band 3
  - Digitalisat Band 4
  - Marianne Ehrmann: Die Einsiedlerinn aus den Alpen. Hrsg. v. Annette Zunzer (Schweizer Texte, Bd. 15). Chronos Verlag, Zürich 2001, ISBN 3-0340-0827-9
- Erzählungen. 1795.flo
- Amaliens Feierstunden. 1796. Auswahl aus dem Nachlaß.
- Antonie von Wanstein. Eine Geschichte aus unserem Zeitalter. 1798

Seit August 1788 war sie an dem von ihrem Mann herausgegebenen Journal, Der Beobachter eine Schrift politisch-moralisch-satyrischen Inhalts mittätig. Seit den 1990er Jahren werden Marianne Ehrmanns Werke wieder in Neueditionen zugänglich gemacht.